# Анна фон Хонщайн-Клетенберг
Анна фон Хонщайн-Клетенберг (на немски: Anna II von Honstein; * ок. 1490; † 14 февруари 1559 в Лойтенберг) е графиня от Хонщайн-Клетенберг и чрез женитба графиня на Мансфелд-Хинтерорт.

## Произход
Тя е дъщеря на граф Ернст IV фон Хонщайн-Клетенберг († 1508) и втората му съпруга Фелицитас фон Байхлинген († сл. 1498), вдовица на граф Карл I фон Глайхен-Бланкенхайн († 1495), дъщеря на граф Йохан фон Байхлинген († 1485) и Магарета фон Мансфелд († 1468). Сестра е на Франц († 1515), домхер в Страсбург, пропст в Цаберн (1512), и на Кунигунда, абатиса в Метелен (1509). Полусестра е на Ернст V (1470 – 1552), граф на Хонщайн-Клетенберг-Лохра, и Вилхелм фон Хонщайн (1466 – 1541), епископ на Страсбург (1506 – 1541).
Анна фон Хонщайн-Клетенберг умира на 14 февруари 1559 г. в Лойтенберг и е погребана в Айзлебен, Мансфелд.

## Фамилия
Анна фон Хонщайн-Клетенберг се омъжва през 1518 г. за граф Албрехт VII фон Мансфелд-Хинтерорт (* 18 юни 1480; † 4 март 1560), вторият син на граф Ернст I фон Мансфелд-Хинтерорт († 1486) и Маргарета фон Мансфелд († 1531). Те имат децата:
- Анна (1522 – 26 декември 1537), омъжена сл. 23 септември 1536 г. в Мансфелд за граф Филип III фон Насау-Вайлбург (1504 – 1559)
- Фолрад V (11 март 1520 – 30 декември 1578), женен на 22 ноември 1556 г. в дворец Мансфелд за Барбара Ройс-Плауен (1528 – 1580)
- Каспар (ок. 1510 – 26 октомври 1542), женен на 28 август 1539 г. в Зиген за графиня Агнес фон Вид (ок. 1505 – 1588), дъщеря на граф Йохан III фон Вид и графиня Елизабет фон Насау-Диленбург
- Катарина (1521/25 – 1582), омъжена 1541 г. за граф Йохан Георг I фон Мансфелд-Айзлебен (1515 – 1579)
- Естер (1531 – 26 юли 1598)
- Волфганг († 1546)
- Йохан (1526 – 3 март 1567), женен I. на 8 юли 1554 г. за Доротея фон Померания-Щетин (1528 – 1558); II. на 14 август 1559 г. за принцеса Маргарета фон Брауншвайг-Люнебург (1534 – 1596)
- Карл (1534 – 17 февруари 1599), женен за Магдалена фон Сайн (1542 – 1599)
- Марта (1536 – ), омъжена на 16 февруари 1556 г. в замък Мансфелд за граф Йохан Хойер II фон Мансфелд-Фордерорт (1525 – 1585)
- Сара (ок. 1538 – 1565), омъжена за граф Йохан Ернст I фон Мансфелд-Фордерорт (1527 – 1575)
- Сузана (ок. 1540 – 17 февруари 1599), омъжена сл. 1560 г. за граф Лудвиг XVI фон Йотинген-Йотинген (1508 – 1569)
- 8 деца

## Галерия
- Герб на графовете на Хонщайн
- Резиденцията дворец Мансфелд
- Резиденцията дворец Мансфелд